# Karos foliorum
Karos foliorum is een hooiwagen uit de familie Stygnopsidae.